# Roter Kogel
Roter Kogel är en bergstopp i Österrike.   Den ligger i distriktet Zell am See och förbundslandet Salzburg, i den centrala delen av landet, 300 km väster om huvudstaden Wien. Toppen på Roter Kogel är 2 415 meter över havet.
Terrängen runt Roter Kogel är huvudsakligen bergig, men den allra närmaste omgivningen är kuperad. Närmaste större samhälle är Mittersill, 15,0 km norr om Roter Kogel. 
Trakten runt Roter Kogel består i huvudsak av gräsmarker. Runt Roter Kogel är det ganska glesbefolkat, med 29 invånare per kvadratkilometer.